# Ochradenus aucheri
Ochradenus aucheri är en resedaväxtart. Ochradenus aucheri ingår i släktet Ochradenus och familjen resedaväxter.

## Underarter
Arten delas in i följande underarter:
- O. a. aucheri
- O. a. ochradenii
- O. a. rechingeri